# ウィーン楽友協会

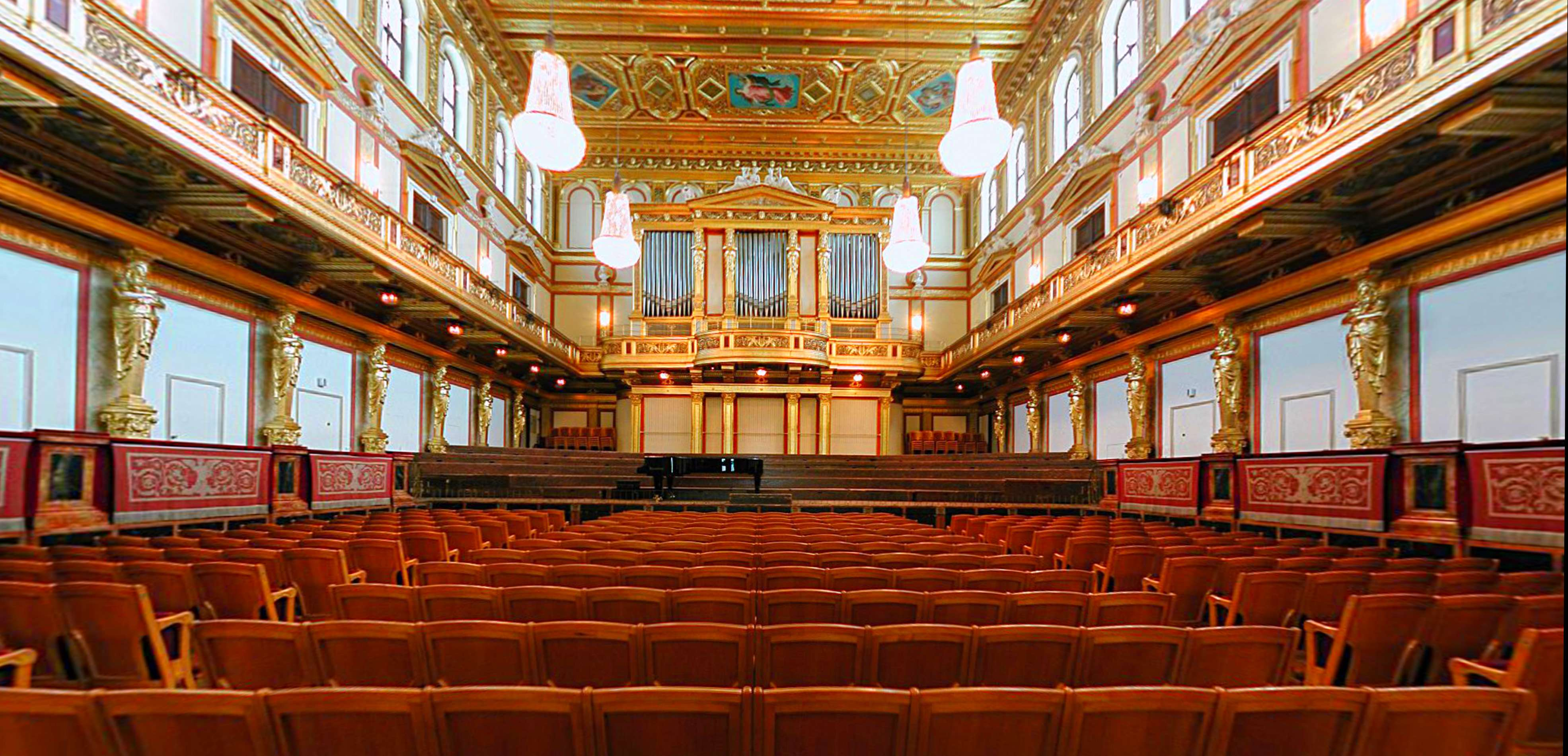
グローサーザール

ウィーン楽友協会（ドイツ語: Wiener Musikverein ヴィーナー・ムジークフェライン）は、1812年に設立された、オーストリア・ウィーンにあるクラシック音楽関係者による団体（ウィーン楽友協会）およびその本部の建物。団体の正式名称はDie Gesellschaft der Musikfreunde in Wien。日本では「楽友協会」と呼ばれることが多い。
大ホールは、通称「黄金のホール」と呼ばれ、ウィーン・フィルハーモニー管弦楽団の本拠地として知られる演奏会場である他、同じ建物に資料室や出版社、ベーゼンドルファー（ピアノメーカー）などが同居している。

## 歴史
現在の建物は、1870年に竣工した。19世紀半ばまでウィーンには大規模なコンサートホールがなく、1831年に完成したウィーンで最初の公共ホールも定員が700人しかなかった。このため増加する聴衆に対応するべく、楽友協会の関係者らが環状道路・リングシュトラーセ建設に際して、大規模なコンサートホールの建設を皇帝フランツ・ヨーゼフ1世に請願した結果、1863年に皇帝によってカールス教会のリングシュトラーセを挟んだ反対側に敷地を与えられ、デンマーク人の建築家テオフィール・ハンセンの設計による建設が開始され、3年をかけて完成した。
協会の19世紀のメンバーには、作曲家ヨハネス・ブラームスなども名を連ねている。特に、ブラームスは1872年から1875年までの3年間協会主宰のコンサートで指揮を振り、小ホールで自身のピアノ作品の初演を行なっている。このため、1937年に彼の功績を称え、小ホールが「ブラームス・ザール」と名づけられた。20世紀後半以降のメンバーには、ロリン・マゼール、アルフレート・ブレンデルなど。

## ホール
従来から使われてきたのは次の2つのホールである｡
- 大ホール(Großer Musikvereinssaal グローサー・ムジークフェラインスザール)
1870年完成。「ザール」はドイツ語で「ホール」の意味。ホール内部の絢爛豪華な装飾から「黄金のホール」と呼ばれる。指揮者ブルーノ・ワルター（1876年-1962年）は「ここで初めて指揮したときの圧倒的な印象は決して忘れられません。音楽が、これほど美しいものでありうるとは、今まで全く知らなかったのです」と語った[2]。「黄金のホール」の構造はシューボックス型と呼ばれる直方体で、カリアティードが並ぶ。現代の建築音響工学が成立する以前の設計のホールであり、座席位置による違いが大きく、音響と視界の悪さに落胆する観客も現在では多い[要出典]。毎年1月1日にTV中継されるウィーンフィル・ニューイヤーコンサートが開催される場所である。第二次世界大戦終結直後は、一時ソ連軍の馬房にされかかったこともあった。演奏会場として使用しているのはウィーン・フィルだけでなく、協会主催のコンサートの大半はウィーン交響楽団が担当しており、ウィーン放送交響楽団も演奏を行っている[2]。舞踏会シーズンに行われるフィルハーモニカーバル（ドイツ語版）の際には座席を取り払ったフロアで、ウィーン・フィルが演奏する舞踏会が行われる[3]。
- 小ホール(Brahms-saal ブラームス・ザール)
大ホールと同時に完成。「本当の宝箱」(wahres Schatzkästlein)と呼ばれる程で大ホールより優れたホールだとさえ言われた。1937年にヨハネス・ブラームスを讃えて彼の名が付けられ、1993年にはリニューアル工事が行われた[4]

1996年には室内楽専用のホールが設置された。
- ゴットフリート・フォン・アイネム・ホール(Gottfried von Einem-Saal)

2004年、地下に4つのホールが建設された。これらのホールはコンサート以外にも会議やイベントなどに使用できるようになっている｡
- Gläserner Saal / Magna Auditorium - 多目的ホール
- Metallener Saal - 多目的ホール
- Steinerne Saal / Horst Haschek Auditorium - 多目的ホール
- Hölzerner Saal - コンサートには使用できない｡リハーサルやレセプション用のホール｡

## 資料室
資料室（Archiv）には、下記のような作曲者の自筆楽譜や往年の大指揮者が使用した楽譜など、演奏家や音楽学者にとって貴重な資料が多数所蔵されている。
- ベートーヴェンの『交響曲第3番』の自筆の表紙（ナポレオンへの献呈の辞を消した跡がある）
- シューベルトの交響曲の自筆楽譜（第5番以外の全曲）
- ブラームスの全自筆楽譜・書などの全所有品（本人の遺贈）
- グスタフ・マーラーの使用した指揮棒

## ギャラリー

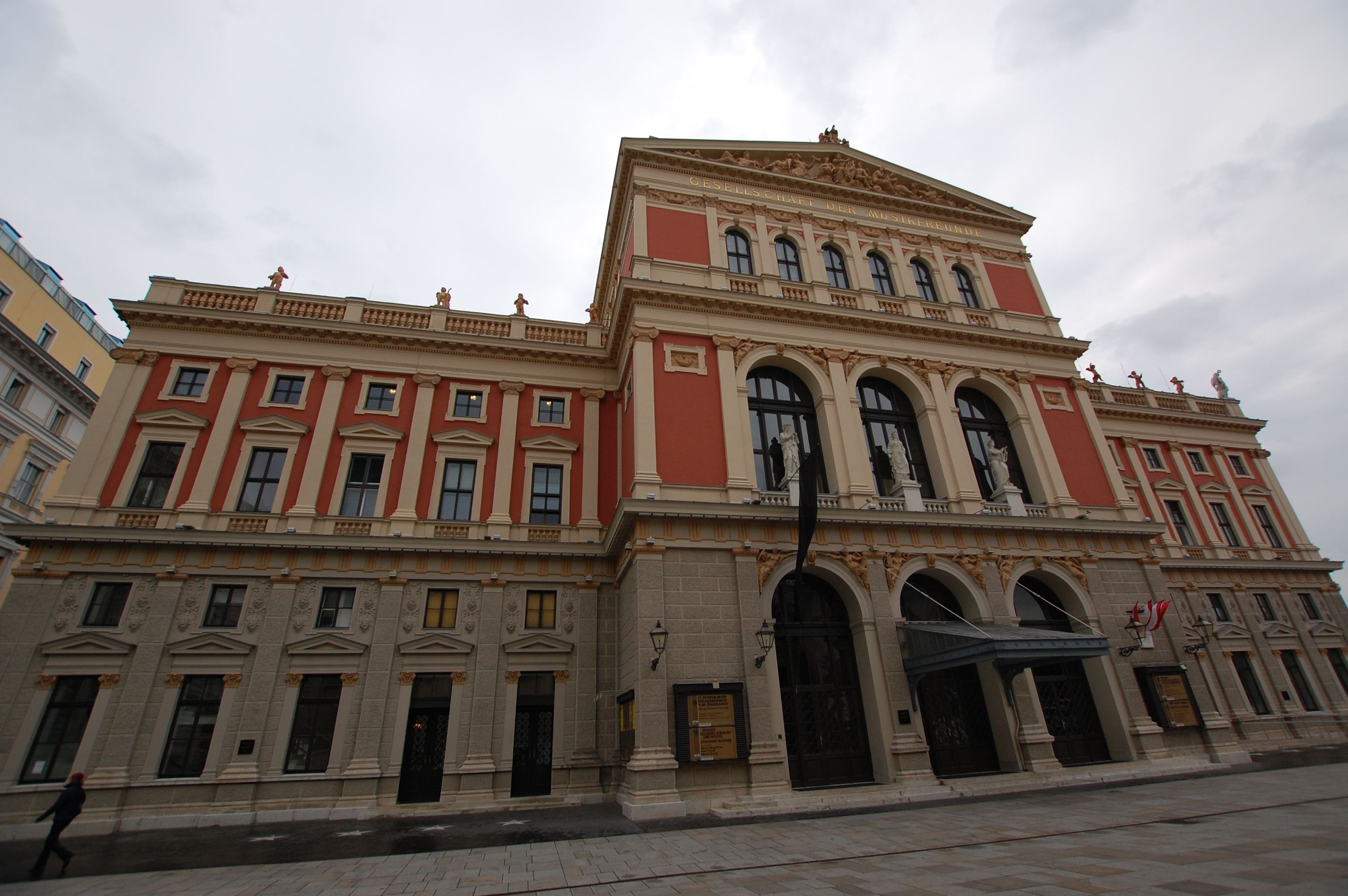
外観
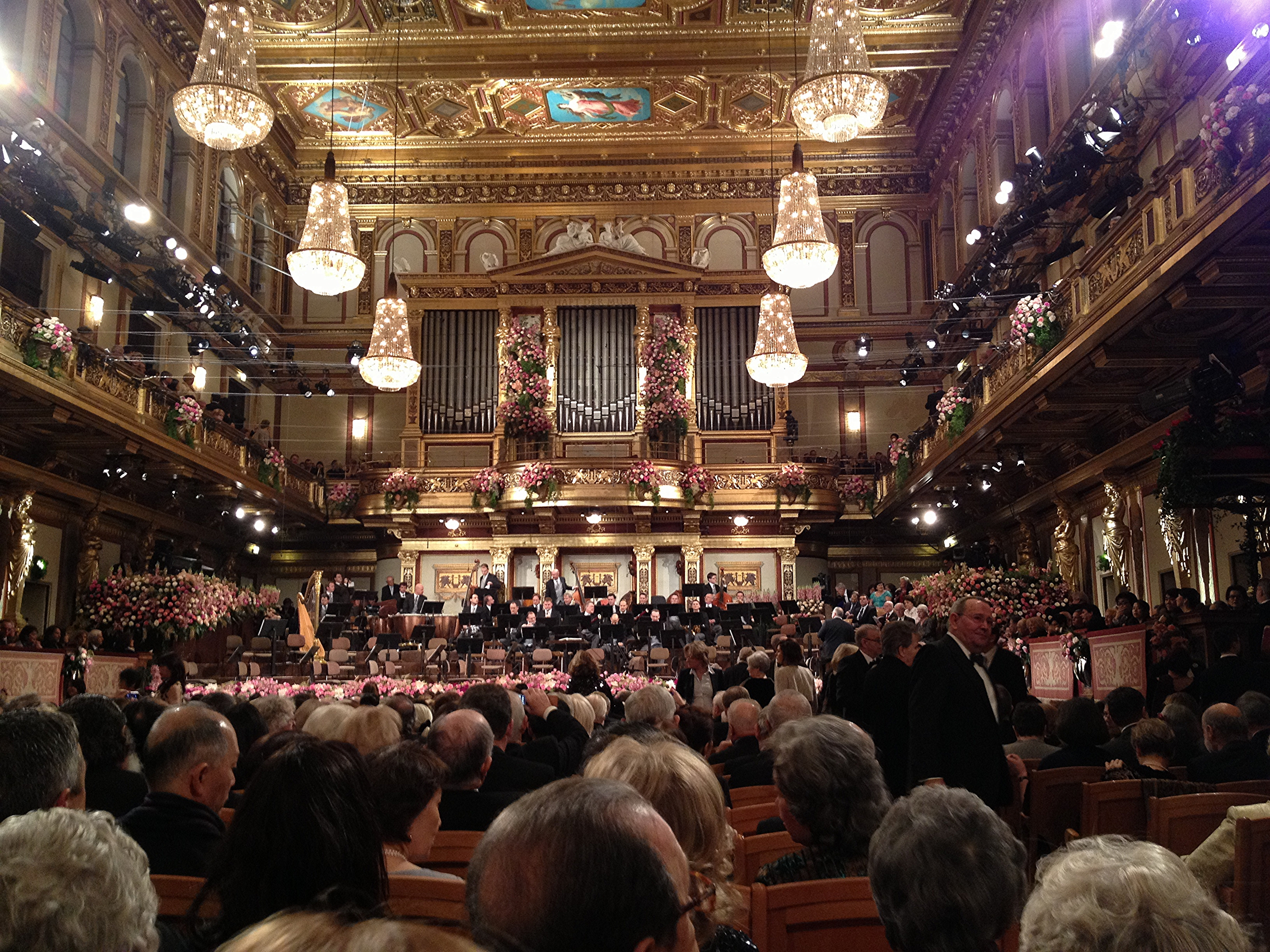
大ホール（2013年 ウィーン・フィルのジルベスターコンサート）
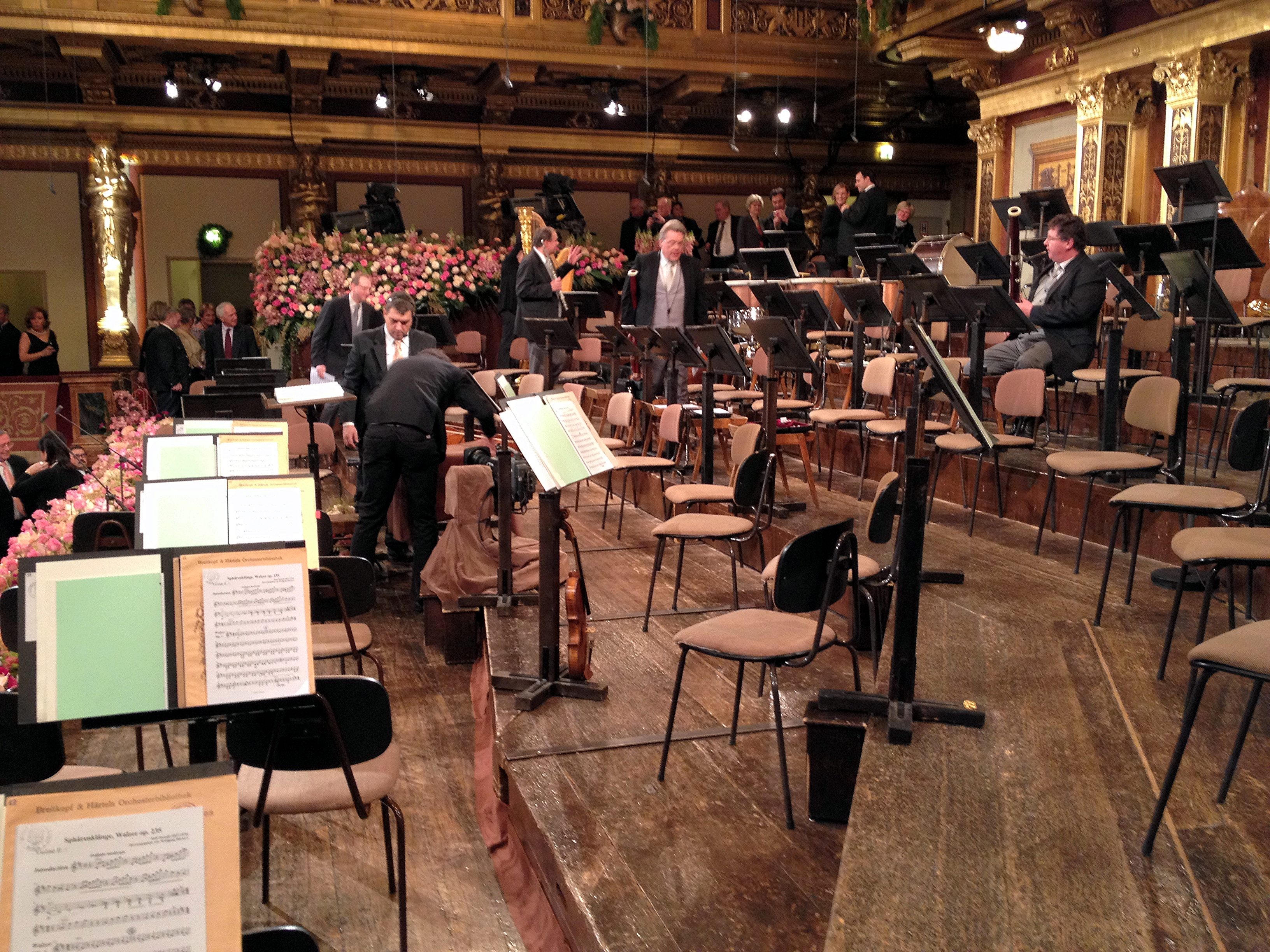
大ホールのステージ
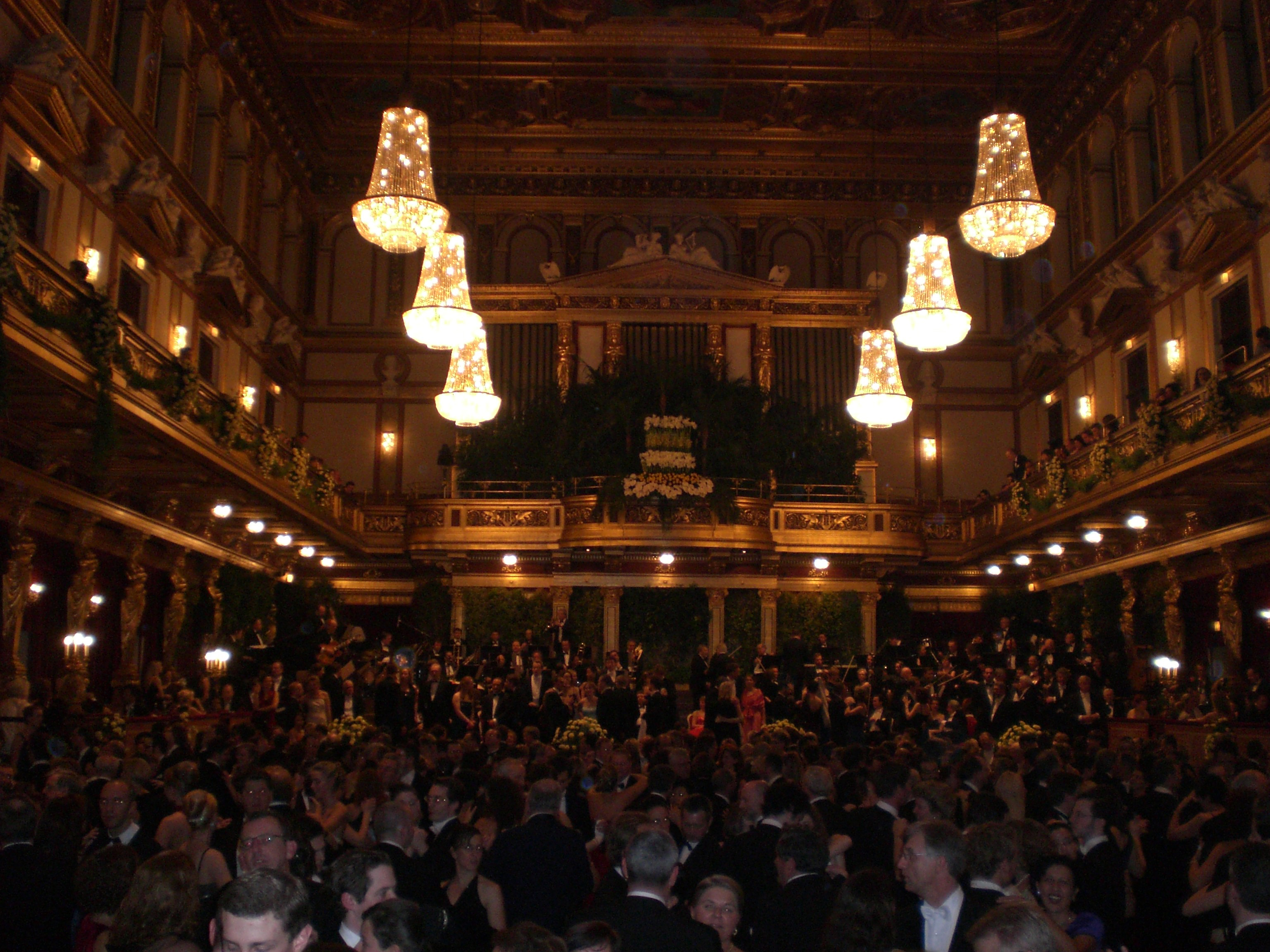
フィルハーモニカー・バルで舞踏会場として使用される大ホール（2007年）
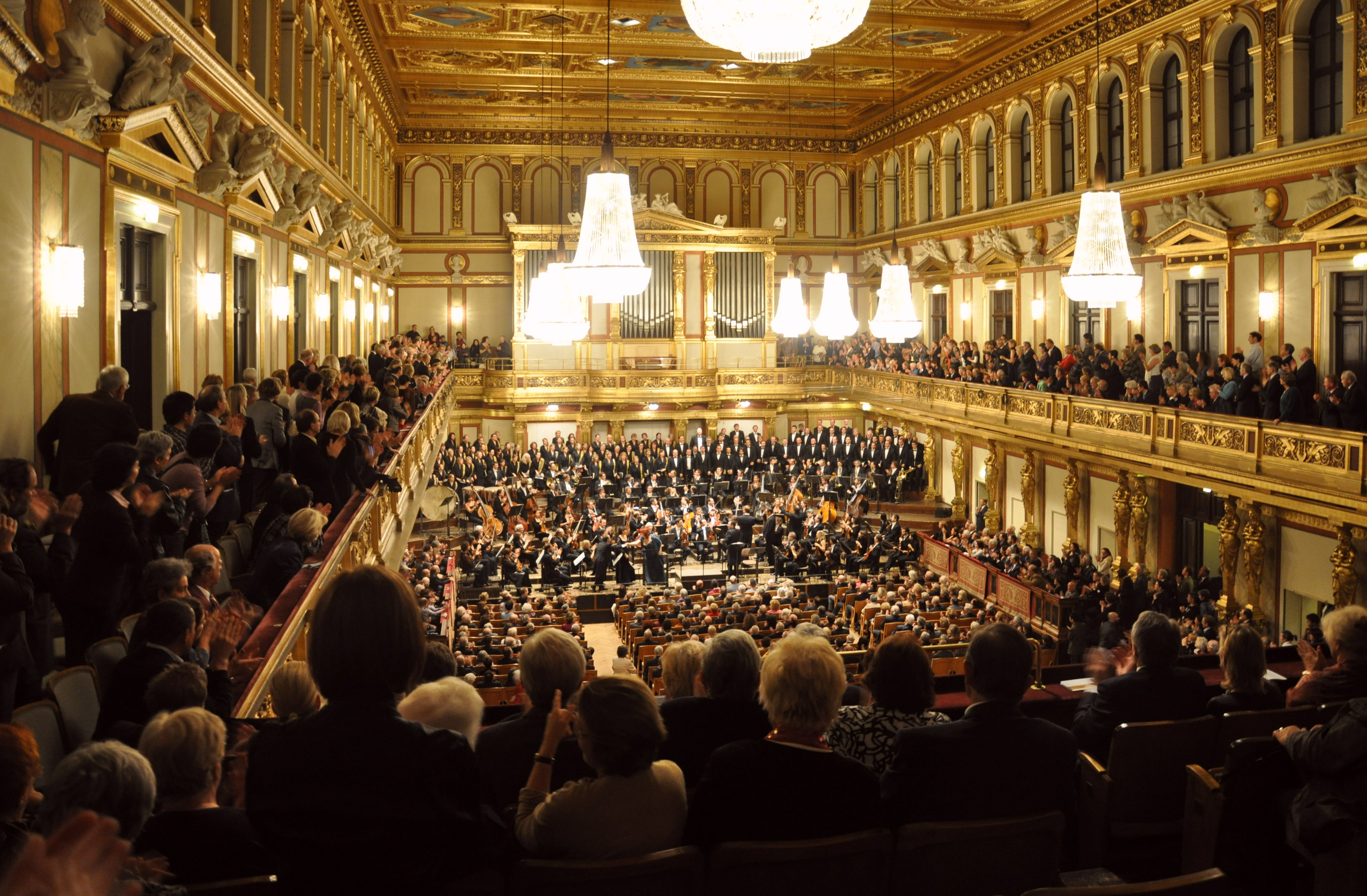
大ホール
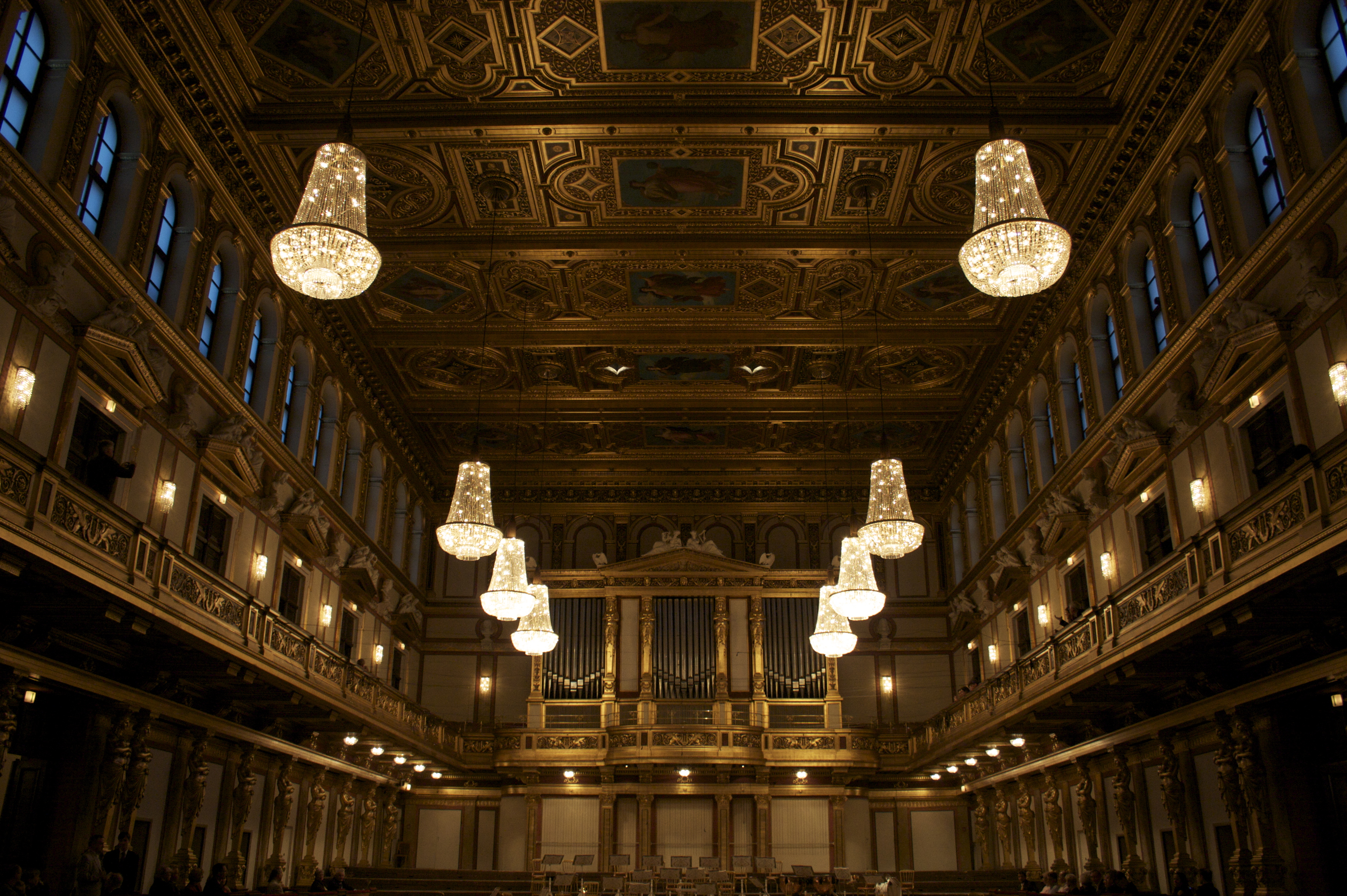
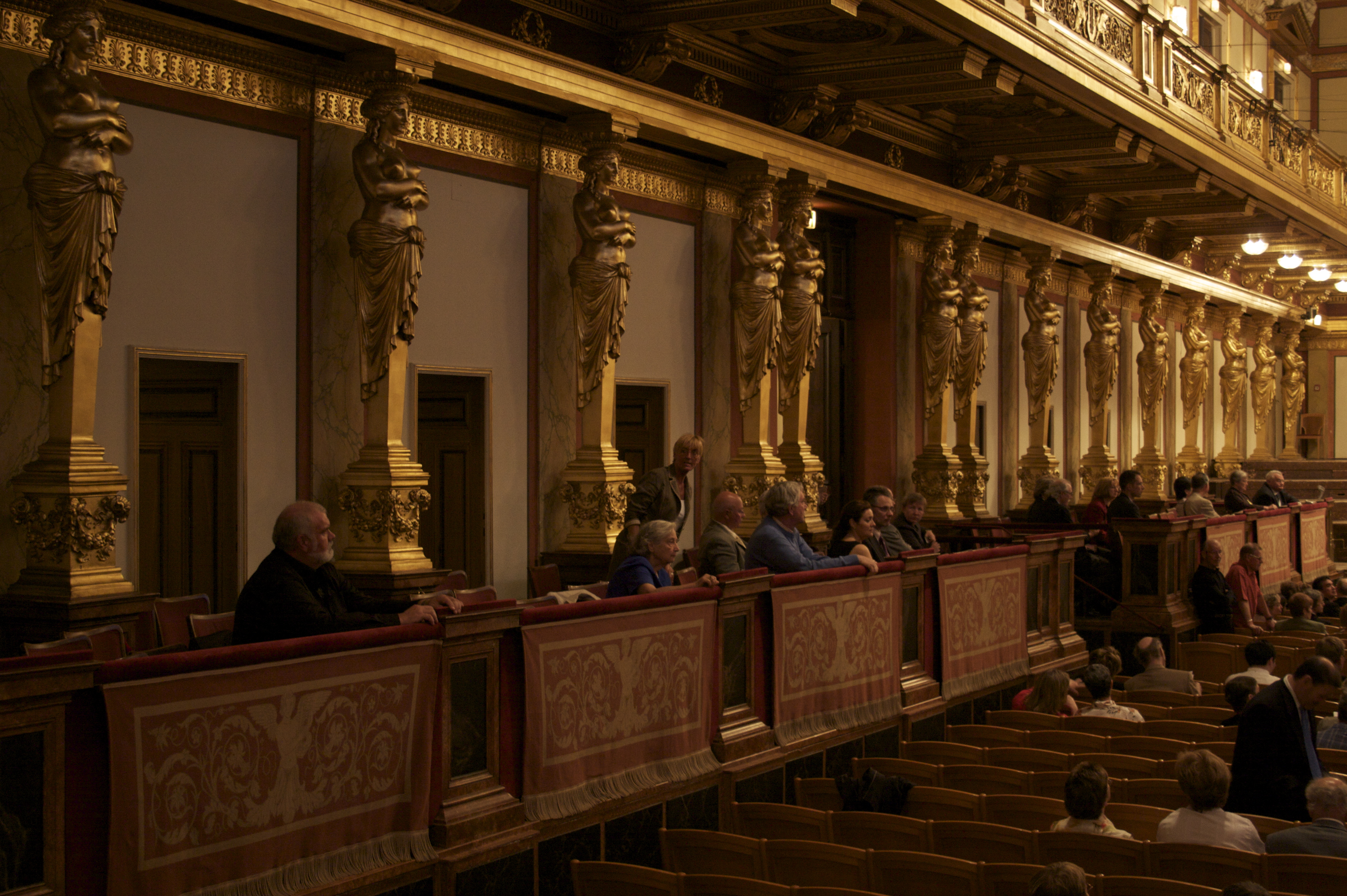
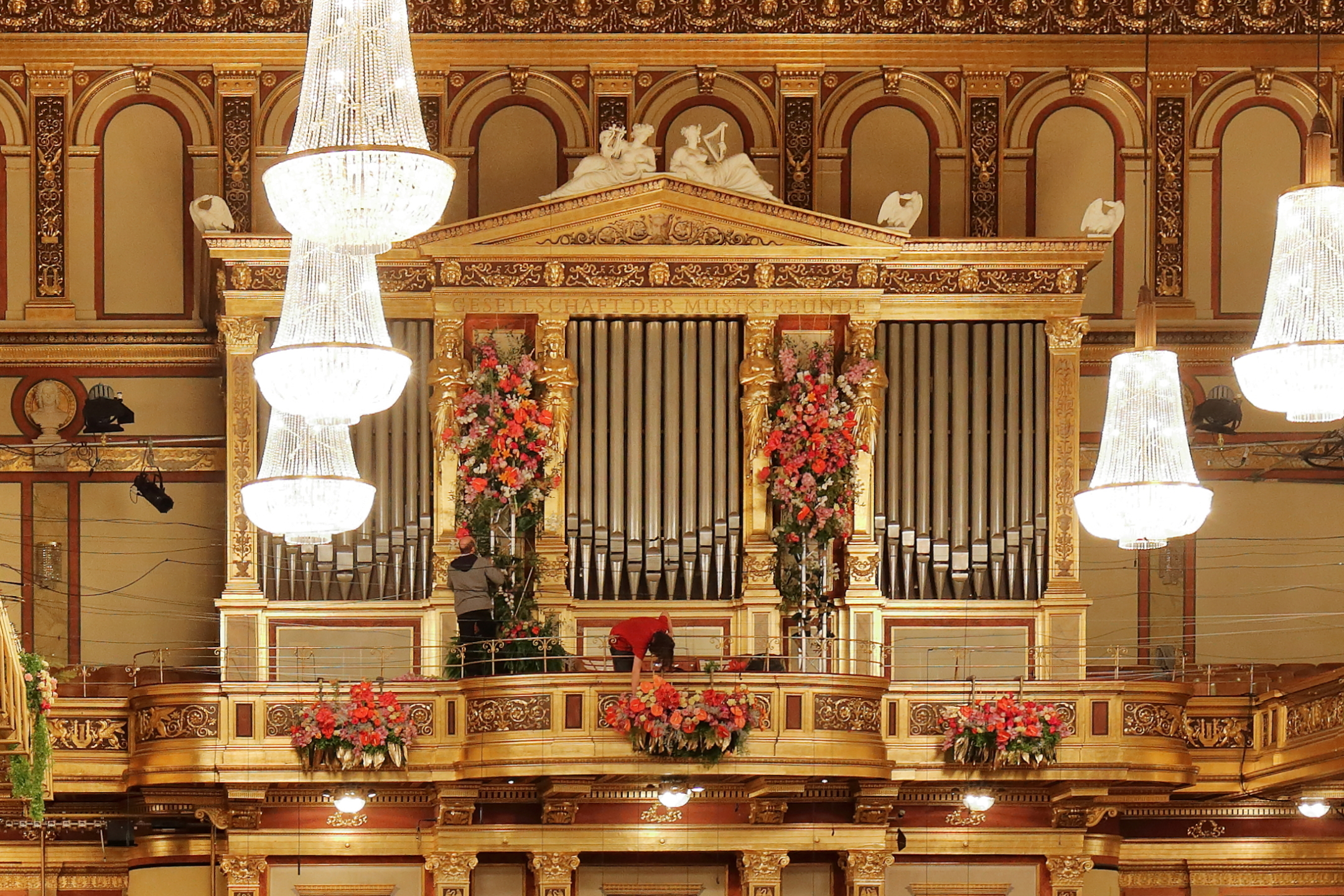
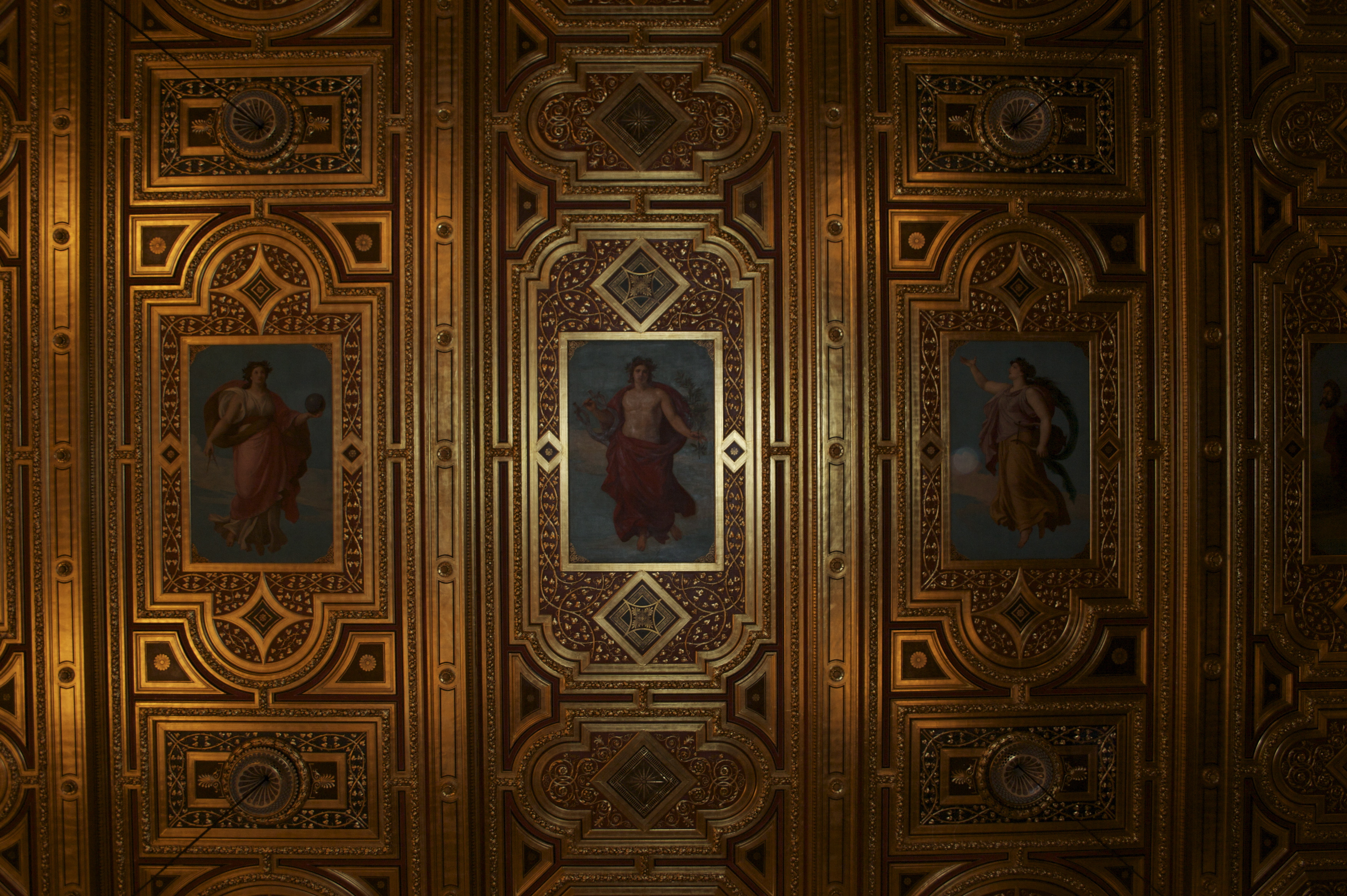
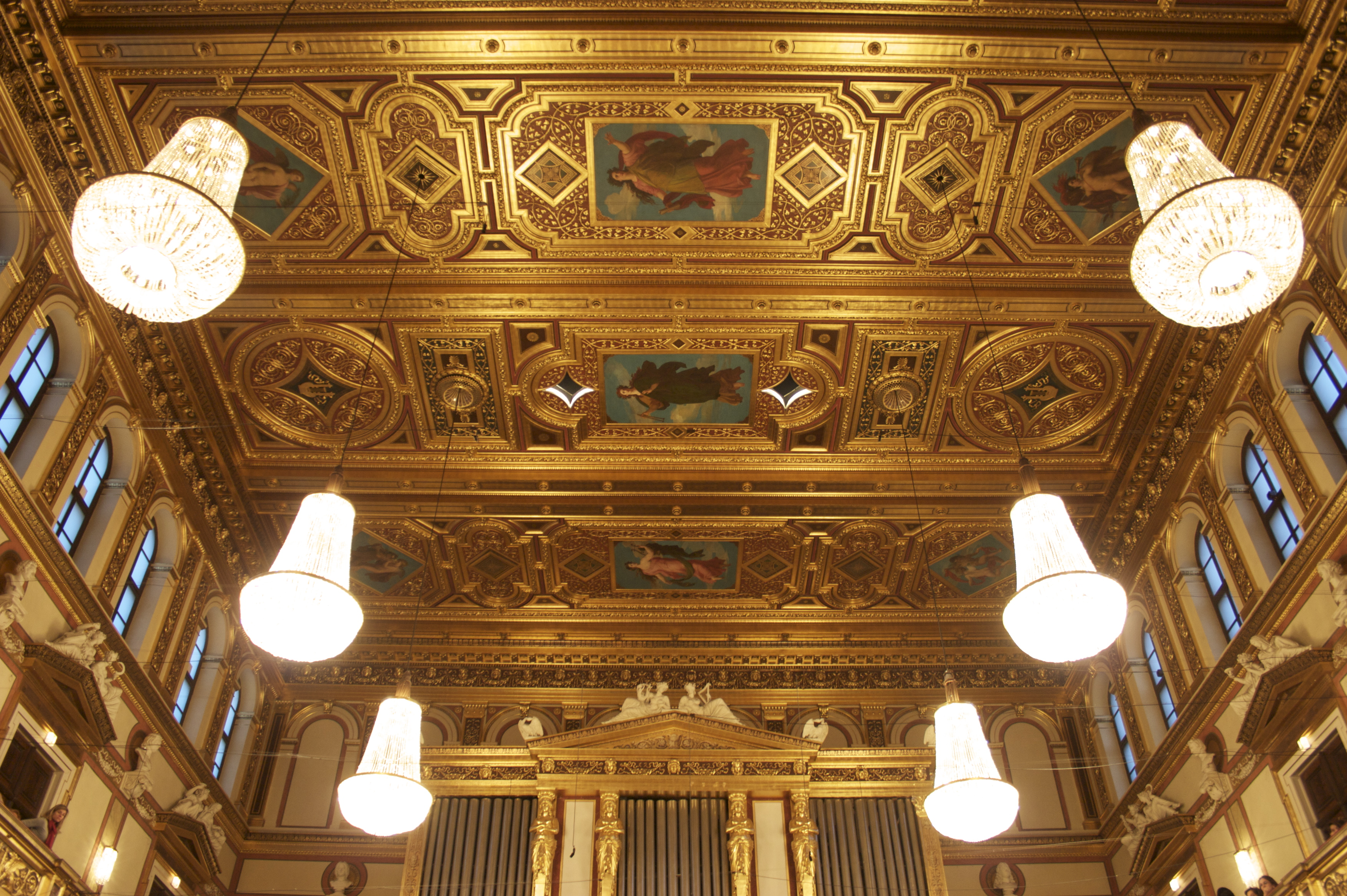
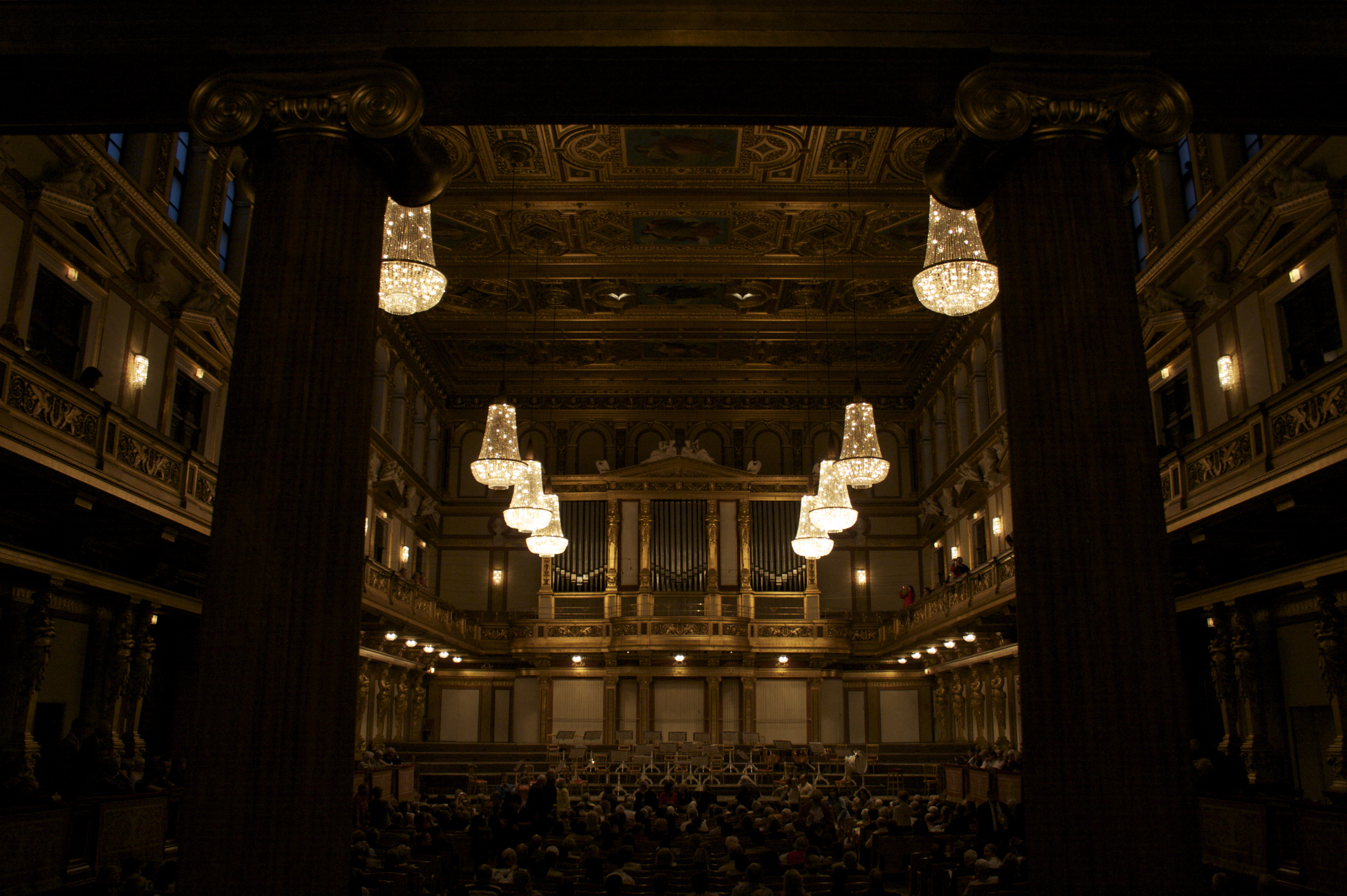
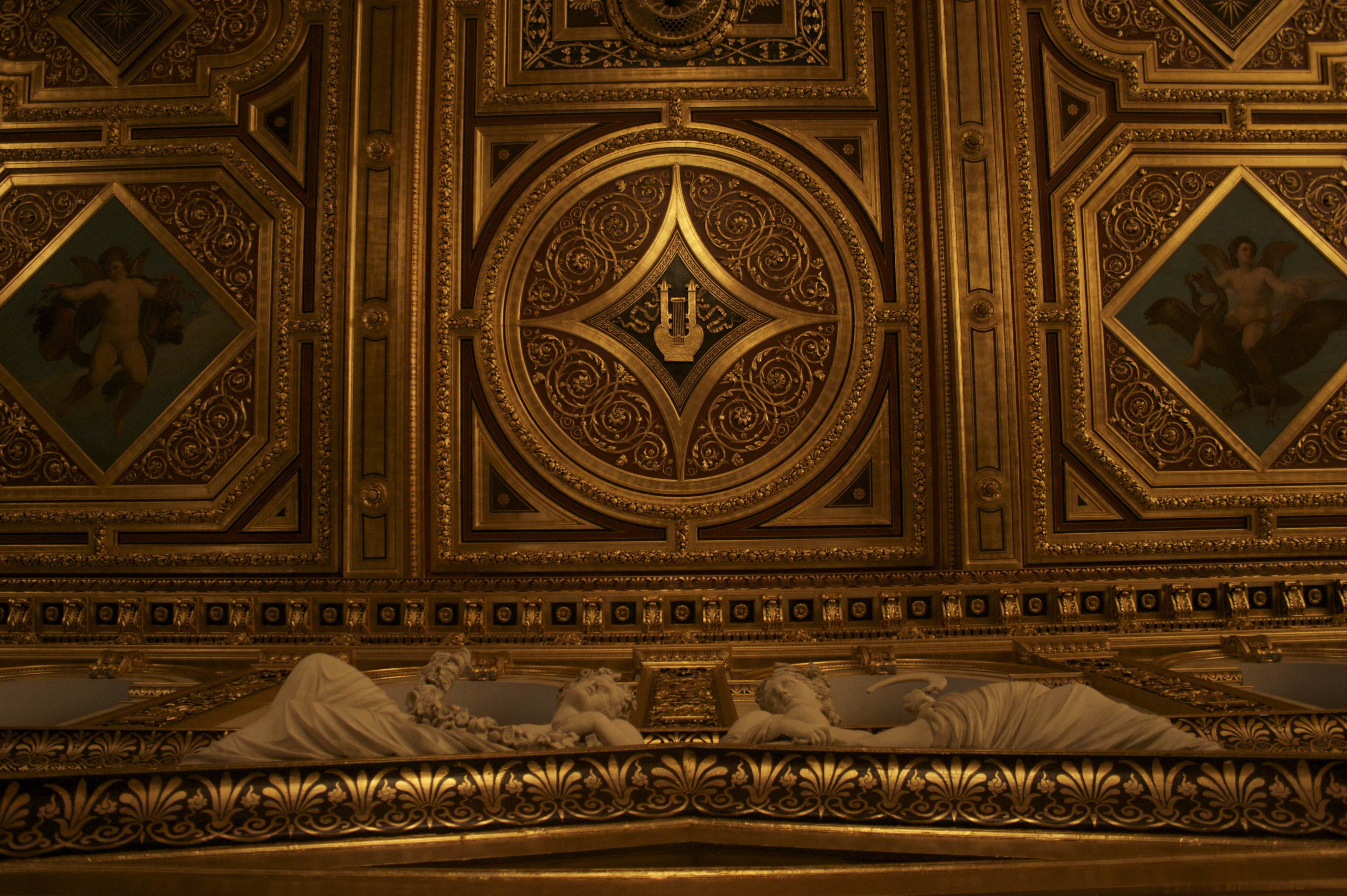
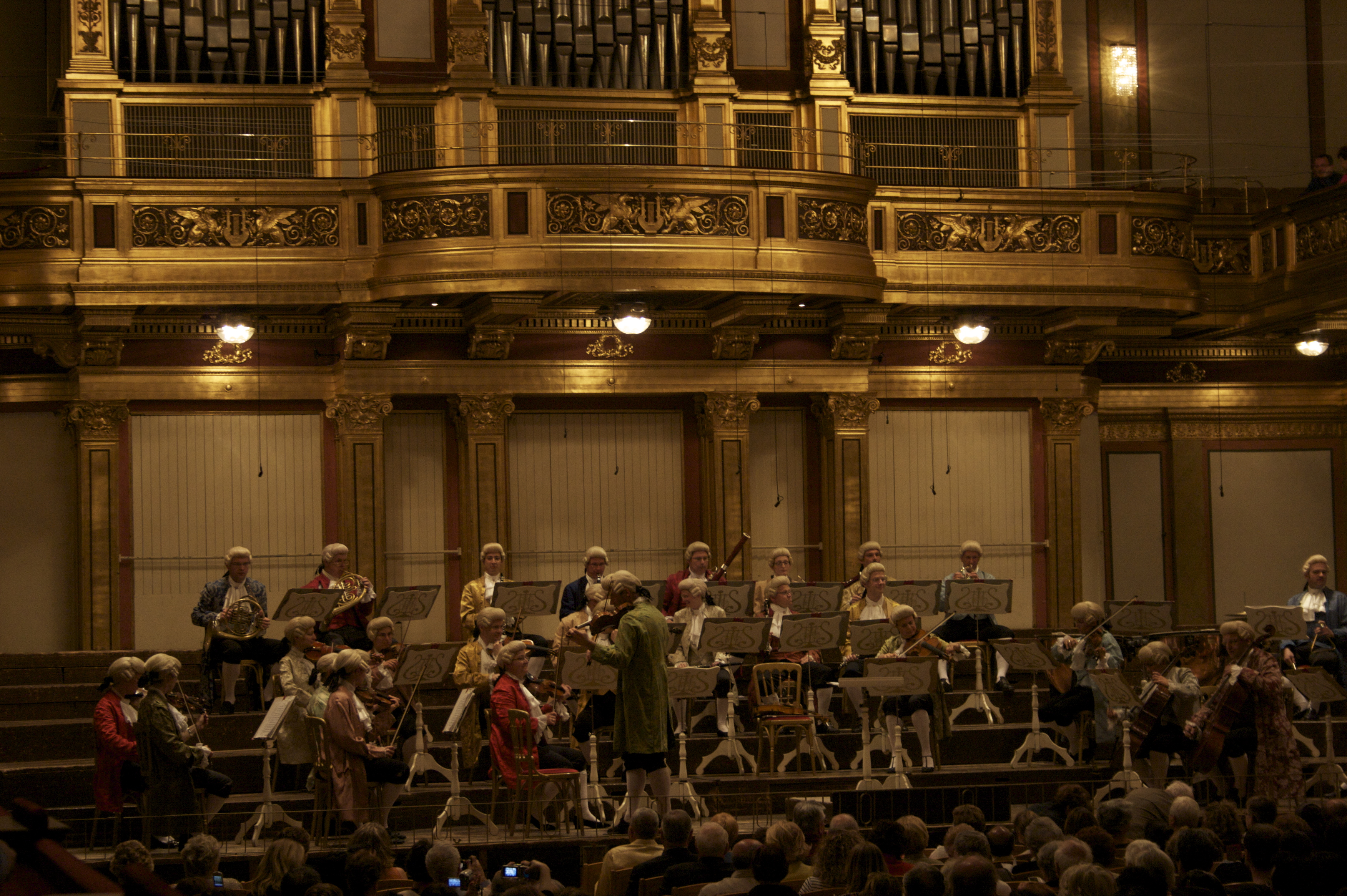
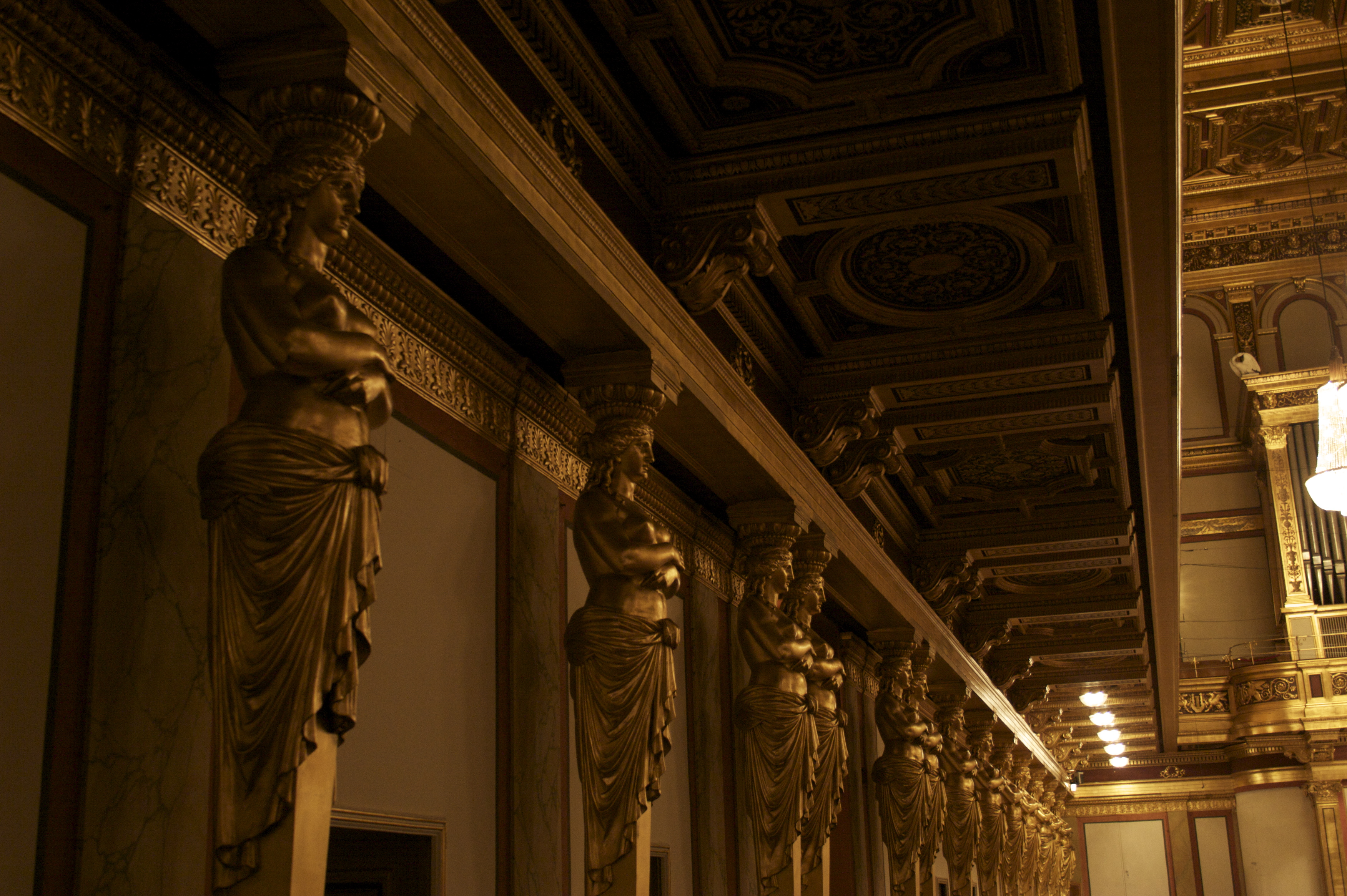
大ホールの彫像
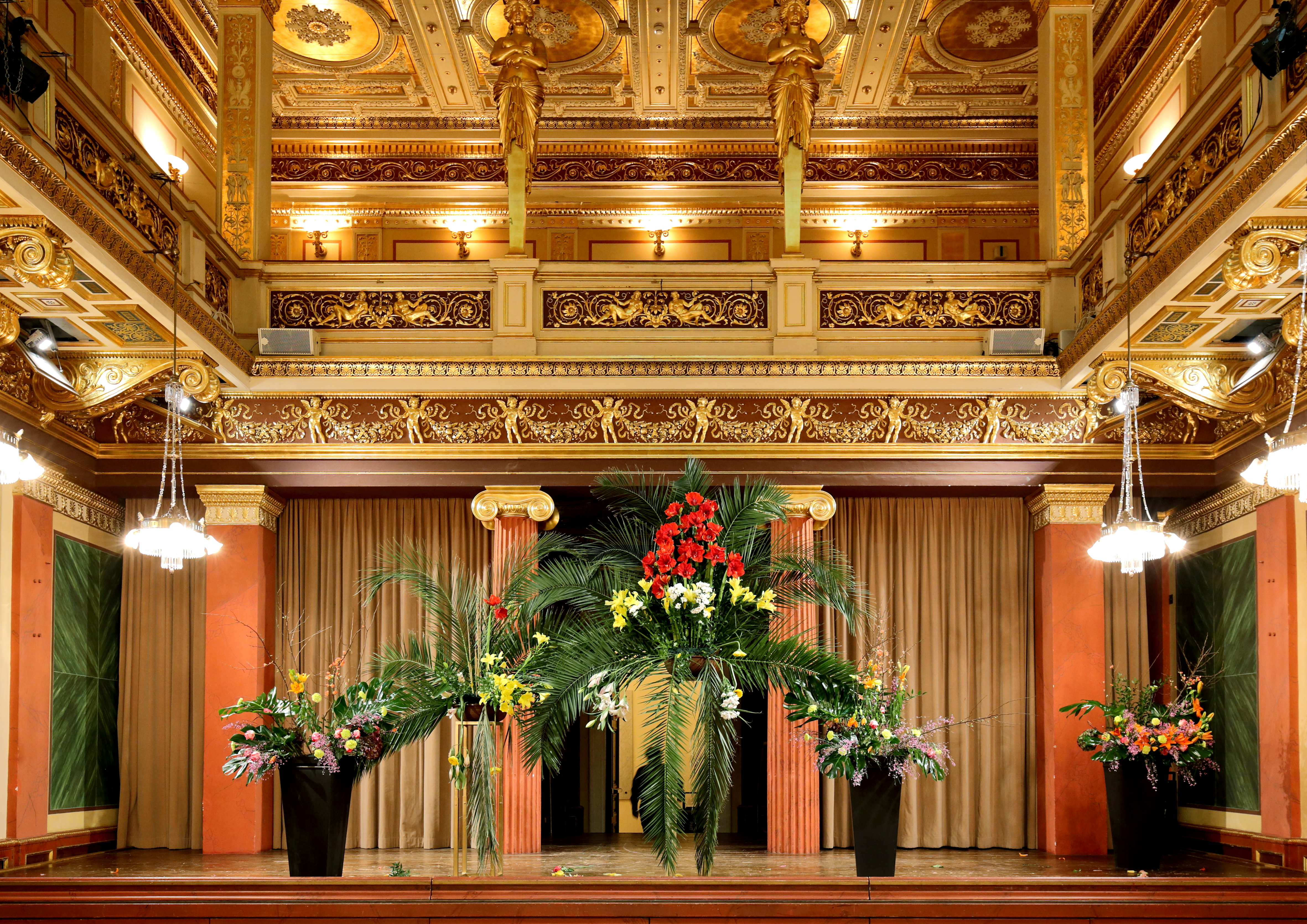
小ホール（ブラームスザール）
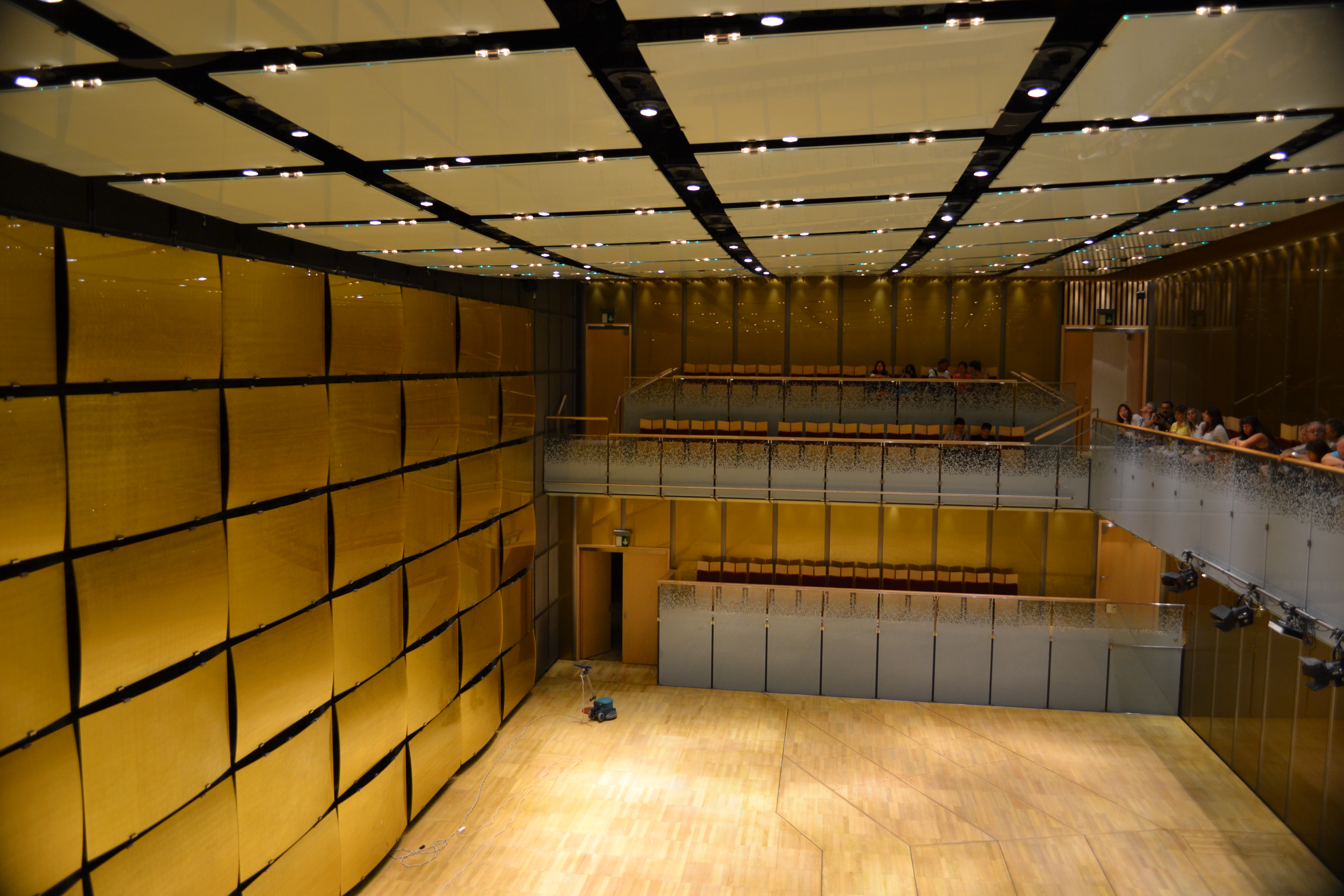
グラス・ホール/マグナ・オーディトリウム
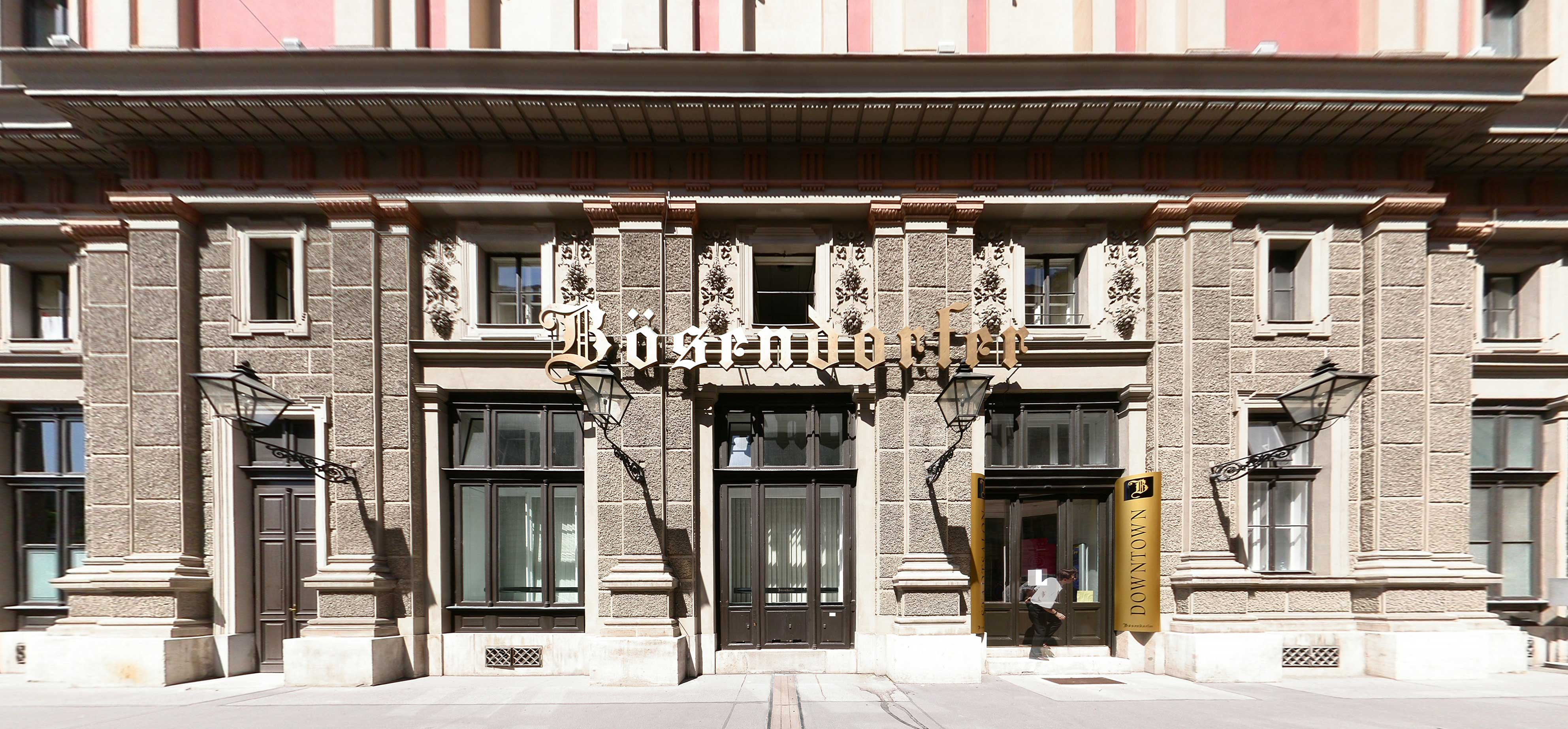
入居しているベーゼンドルファーのショールーム
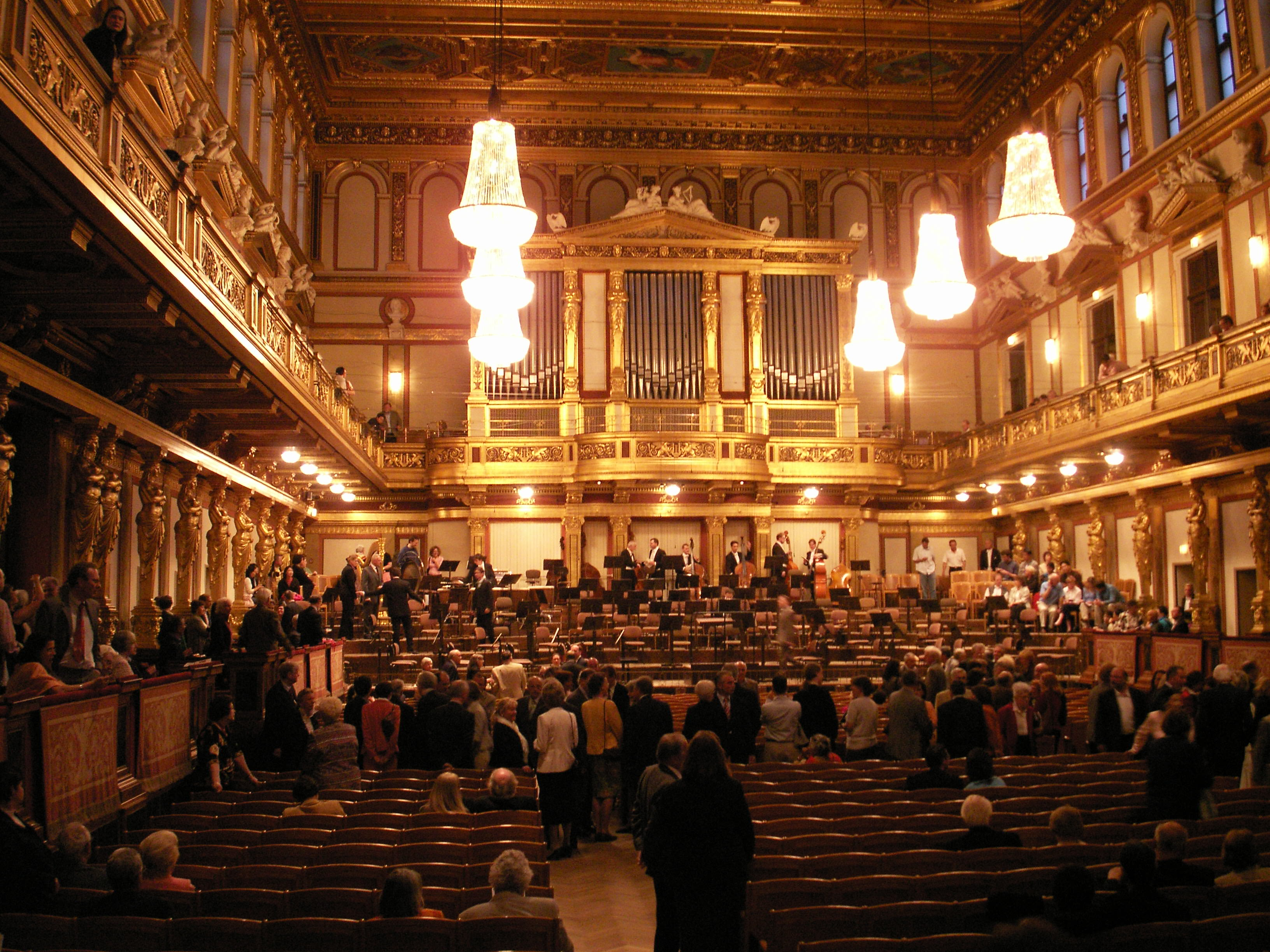
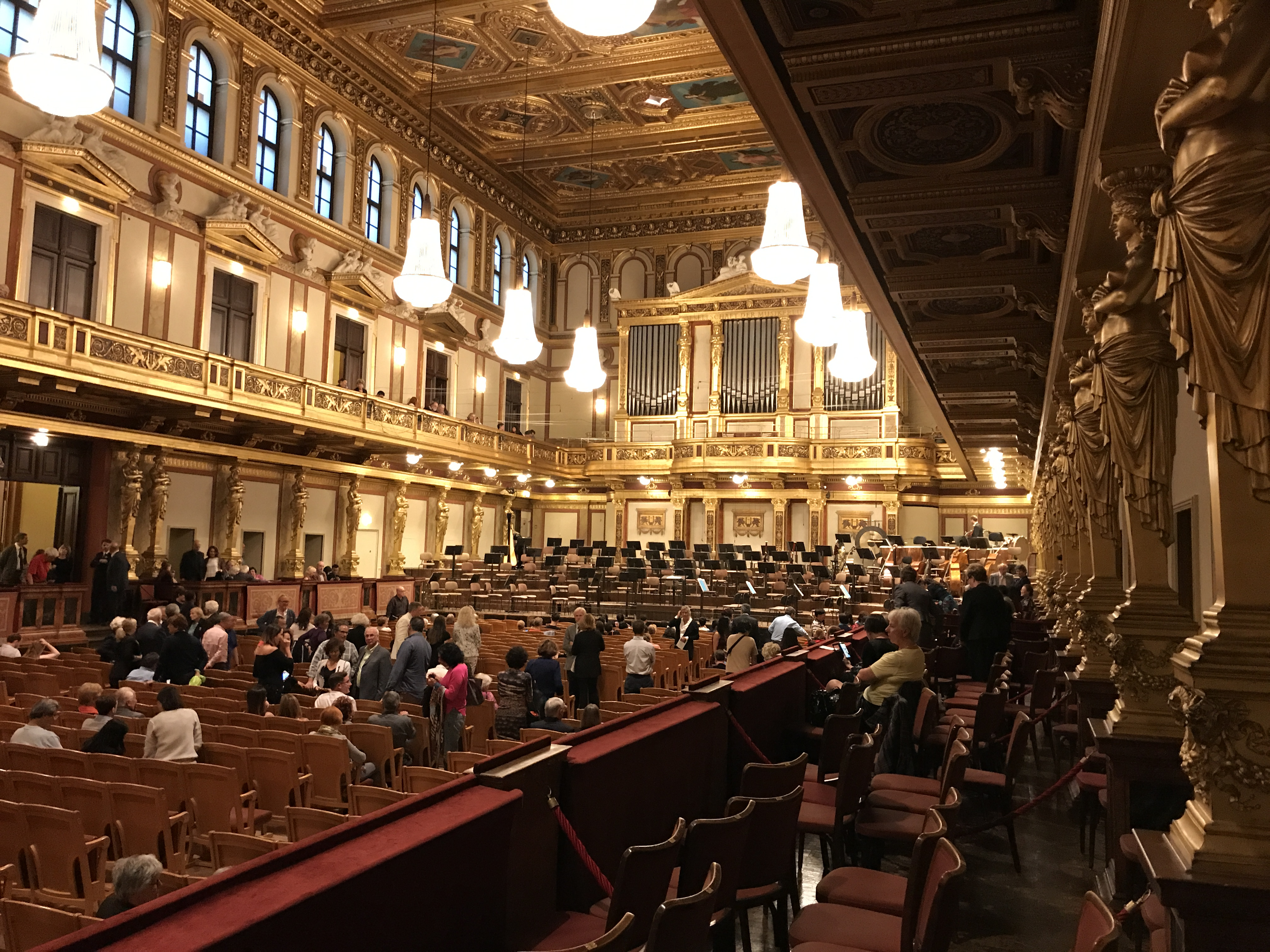
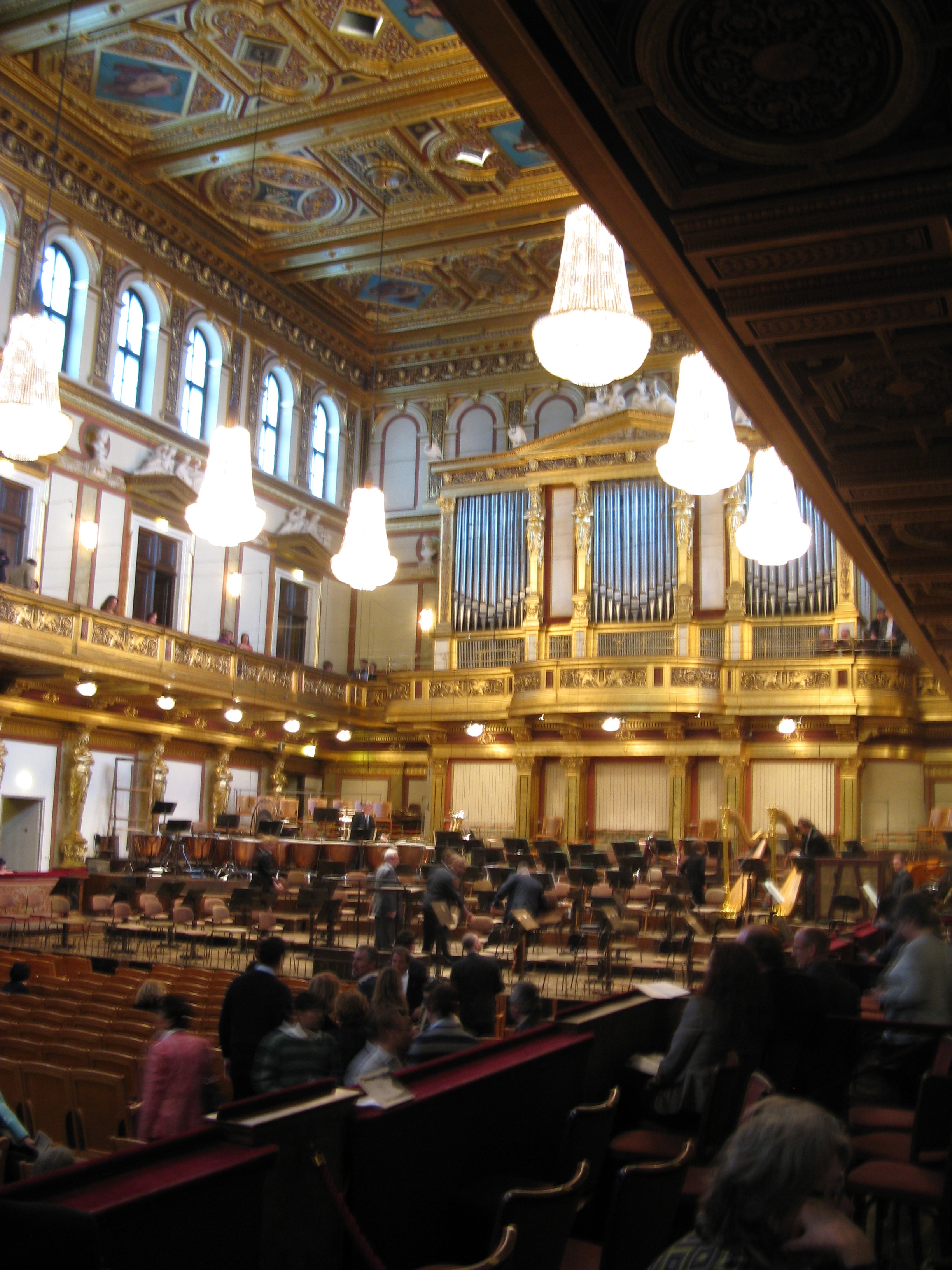
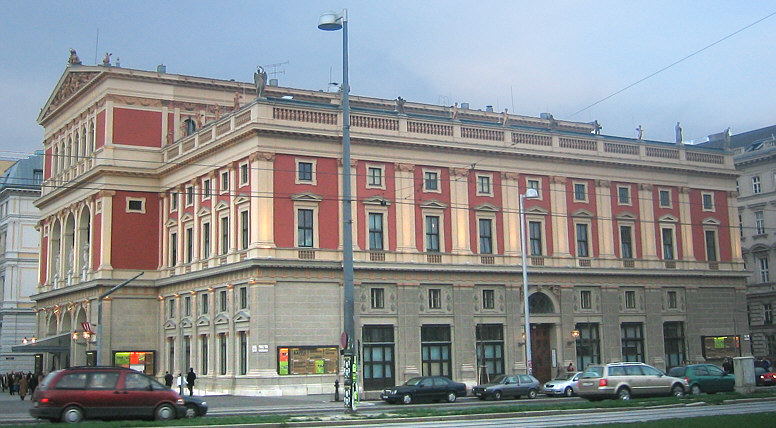
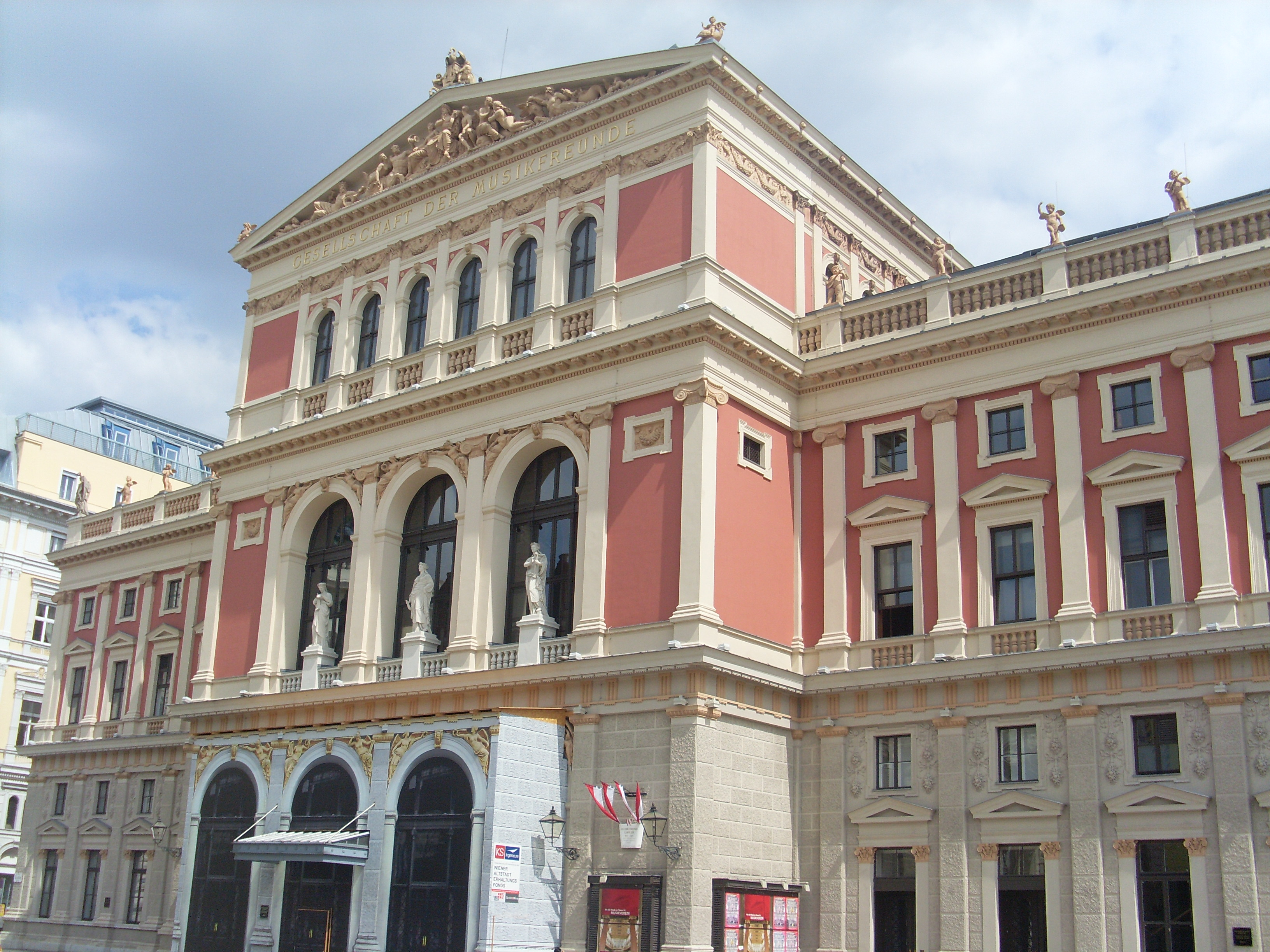
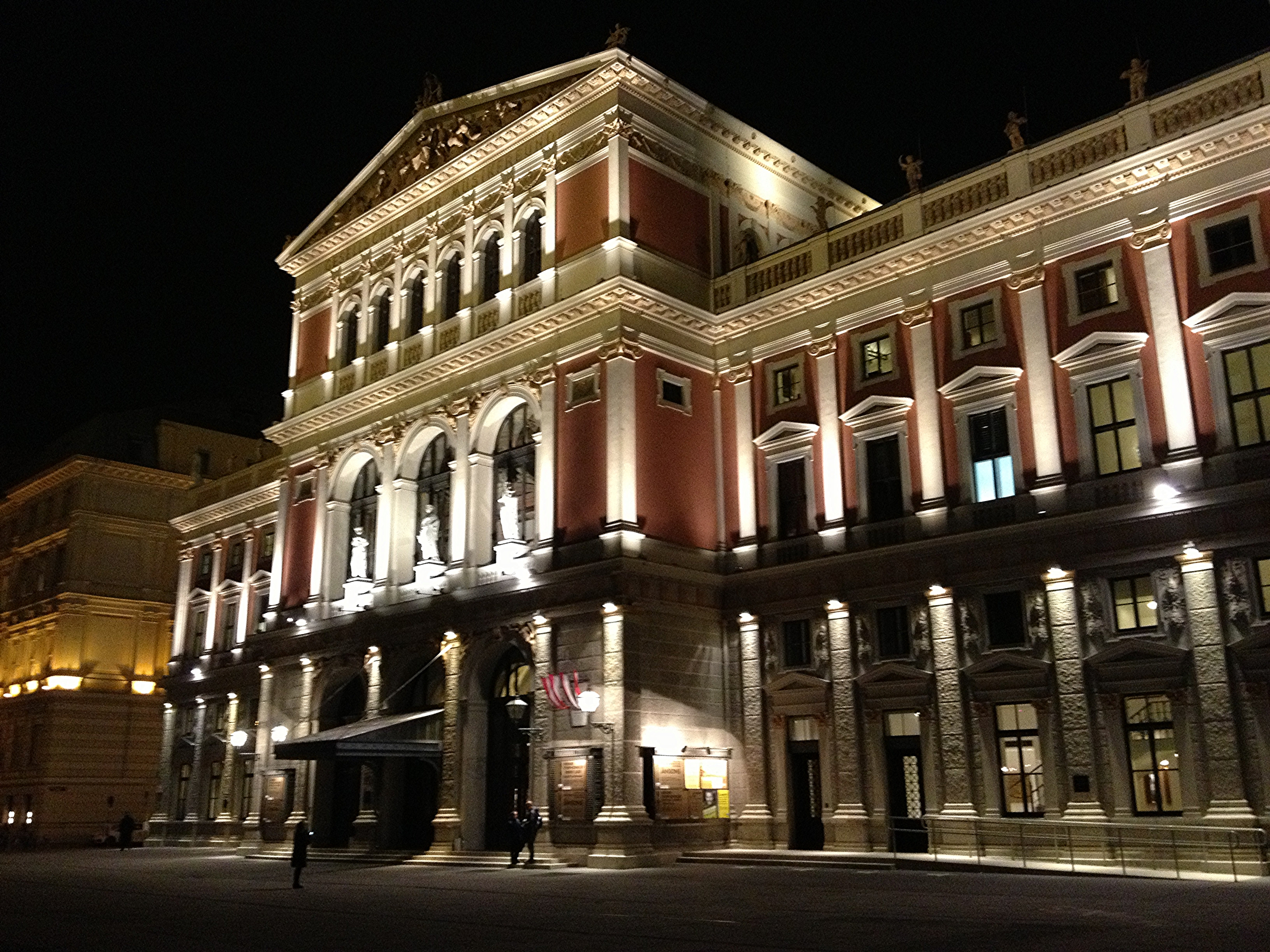

## 映画
- のだめカンタービレ 最終楽章